# Аутопут A1 (Француска)
Ауто-пут А1 (фр. Autoroute A1) или северни ауто-пут (фр. Autoroute du Nord) најпрометнији је ауто-пут у Француској. Са дужином од 211 км, повезује Париз са северним делом града Лил. Надлежни орган пута је компанија за аутопутеве северне и источне Француске (фр. Société des Autoroutes du Nord et de l'Est de la France (SANEF)).

## Историја
- Карвен: 1954.
- Карвен — Гаврел: 1958.
- Карвен —Бапом: 1967.

- Бапом — Рој: 1966.
- Рој — Сенлис: 1965.
- Сенлис — Бурже: 1964.
- Бурже — Сен Дени: 1966.
- Сен Дени — Париз: 1965.

## Искључења
- Петља између булевара Периферик и А1:
  - Периферик (запад):  Дефанс (А14),  Руан (А13)
  - Периферик (исток): Мец — Нанси  Лион — Орли
  - Париз центар: Париз Шапел
- 2x4
- 2x4
- 2x4

## Европски пут
| Европски пут | Локација |
|              | преко    |
|              | преко и  |
|              |          |